# Gift of Gab
Gift of Gab, Gab, właśc. Timothy Parker (ur. 1971 w Panorama City, zm. 18 czerwca 2021) – amerykański raper, tworzył wraz z Xcelem duet Blackalicious.

## Życiorys
W wieku 15 lat razem ze starszym bratem, po śmierci matki przeprowadził się do Sacramento, gdzie podjął naukę w szkole im. Johna F. Kennedy’ego, w klasie o profilu ekonomicznym. Tam właśnie poznał Xcela z którym stworzył duet Blackalicious. Gab już w szkole interesował się rapem, i brał udział w bitwach na rymy. Pierwsze demo nagrali na pożyczonym sprzęcie, zafascynowani utworem „Top Billin” grupy Audio Two. Po zakończeniu szkoły raper wrócił do Los Angeles i zaczął prace w telemarketingu. Ponownie duet spotkał się w Davis gdzie studiował Xcel. Jako Blackalicious nagrali razem trzy albumy, a sam raper wydał pięć albumów, ostatni z nich to Escape 2 Mars z 2009 roku. Gift of Gab był uznawany za jednego z najbardziej kreatywnych niezależnych raperów w Stanach Zjednoczonych.
Zmarł 18 czerwca 2021.

## Dyskografia
Albumy solowe
- 4th Dimensional Rocketships Going Up (2004)
- Escape 2 Mars (2009)

z Blackalicious
- Nia (2000)
- Blazing Arrow (2002)
- The Craft (2005)